# Chionaema candida
Chionaema candida är en fjärilsart som beskrevs av Felder 1874. Chionaema candida ingår i släktet Chionaema och familjen björnspinnare. Inga underarter finns listade i Catalogue of Life.